# Mračaj (Majur)
Mračaj is een plaats in de gemeente Majur in de Kroatische provincie Sisak-Moslavina. De plaats telt 61 inwoners (2001).